# Allgemeines Landrecht
Il codice civile prussiano (in tedesco Allgemeines Landrecht) è un codice giuridico che ha avuto una genesi lunga e frazionata intrapresa da Federico II di Prussia grazie all'opera di Samuele Cocceius già nel 1749, opera pubblicata ma mai promulgata e proseguita con il lavoro voluto da Federico Guglielmo II attraverso il lavoro di Johann Heinrich von Carmer iniziato nel 1780 che ha portato alla definitiva promulgazione dell'Allgemeines Landrecht nel 1794.

## Il progetto federiciano

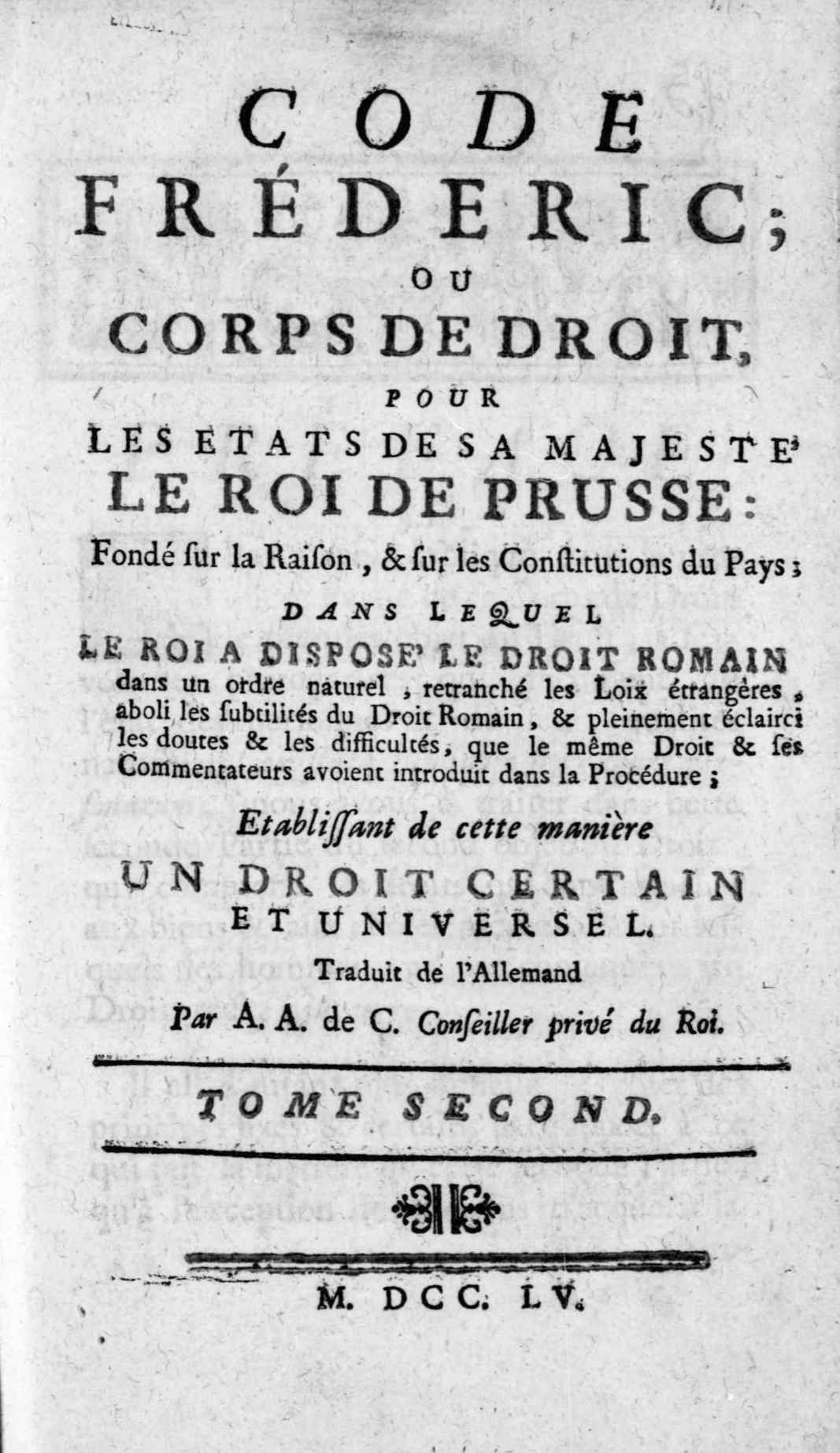
Samuel von Cocceji, Project des Corporis Juris Fridericiani, 1752

Il primo grande tentativo di introdurre nella Prussia federiciana un codice di diritto civile, e che quindi andava ad indagare, regolamentare e riorganizzare il diritto sostanziale venne intrapresa dal grande sovrano a partire dal 1738. Questi aveva compreso le difficoltà della giustizia e del diritto, ormai impaludato, a causa delle varie differenti e molteplici leggi che venivano usate per dirimere le controversie.
La molteplicità di leggi anche molto diverse per formazione e provenienza non dava certezza al diritto e provocava una sostanziale diversità, anche molto netta a seconda della zona in cui ci si trovava, inoltre questo favoriva l'attività dei giuristi che potevano usare citazioni da leggi estremamente diverse per risolvere le controversie ma provocava problemi di unitarietà e certezza soprattutto quando le sentenze dovevano essere cassate.
Il Corpus Iuris Fridericianum si poneva l'idea di risolvere le lacune del diritto attraverso un'azione di riorganizzazione e taglio che doveva essere operata utilizzando le leggi derivanti dal Diritto Romano Germanico, dal Diritto Naturale e dal Diritto territoriale Prussiano.
In particolare sul diritto romano l'opera doveva essere quella di purgarlo dalle eccessive sottigliezze che questi portava seco, per trovare e tenere quanto veramente di fondamentale in esso era contenuto.
L'idea di Federico era quella di individuare i principi generali e da questi ricavare le conseguenze necessarie per formare un sistema universale applicabile astrattamente a tutti gli stati perché basato sulla ragione.
Come detto il codice venne intrapreso già dal 1738 ma solo nel 1749 venne pubblicato ma mai promulgato, questo perché il lavoro fu non soddisfacente soprattutto dal punto di vista del sovrano. Questo fu dovuto al fatto che il principale promotore dell'opera Cocceius appunto aveva un'idea diversa da Federico II per quello che concerneva il diritto naturale.
Sostanzialmente questi infatti riteneva vi fosse perfetta identità tra diritto romano e naturale, questo gli era stato dimostrato dalla tradizione e dal concetto di diritto romano come ratio scripta che derivava dall'umanesimo e questo comportava il solo bisogno di riordinare il diritto romano che ordinato non lo era stato mai.
Tuttavia la pubblicazione fu importante perché riconosceva all'opera grande valore, come testimonia anche la traduzione francese del 1751; il codice prussiano infatti ebbe larga eco in Francia e contribuì anche al diffondersi in questa nazione della coscienza dell'importanza del codice civile unitario. Inoltre D'Alembert e Diderot parlarono di tale codice nella loro celebre Enciclopedia affermando: «ciò che ha portato il sovrano a fare tale opera è stata l'incertezza delle leggi e il bisogno di creare un diritto certo e universale».
Titolo del Codice Federiciano:
«Corpo del diritto per gli stati di sua maestà il re di Prussia: fondato sulla ragione e sulla costituzione del paese; nel quale il re ha disposto il diritto romano in un ordine naturale, soppresse le leggi straniere, abolite le sottigliezze del diritto romano, e pienamente rischiariti le difficoltà e i dubbi che lo stesso diritto e i suoi commentatori avevano introdotto nella procedura, stabilendo in questo modo un diritto certo e universale».

## L'opera di Guglielmo
L'Allgemeines Landrecht è un codice di diritto sostanziale, pubblicato il 5 febbraio 1794 deve considerarsi la prosecuzione del lavoro federiciano fatto da Federico Guglielmo II che, perseguivano anch'esso il progetto d'unificazione giuridica al fine di promuovere l'identità statale della Prussia.
Fallito il tentativo di Cocceius il tentativo della formazione di un diritto unitario venne affidata a Johann Heinrich Von Carmer, cancelliere del regno, coadiuvato da molti esperti.
L'opera utilizzava ancora il diritto romano, il naturale e gli usi e i costumi prussiani consolidati. Se si riuscì ad introdurre il concetto dell'unitarietà del diritto da un punto di vista delle fonti, questo non avvenne dal punto di vista dell'unità del soggetto giuridico. Infatti vennero introdotte tre classi sociali, contadini, borghesi e nobili, ognuno apparteneva a una di queste classi per nascita e per lavoro svolto senza possibilità di uscire o entrare in una classe diversa, attuando quindi quel concetto di Stande sociali tipico della cultura germanica.
Dal punto di vista ideologico viene accolta la tesi illuminista del codice senza lacune e completo e la regola di Montesquieu del giudice come bocca della legge.
L'opera di completezza non viene però attuata nel senso di principi generali, come nel codice austriaco, ma attraverso la formulazione di una serie immensa di articoli minutissimi e dettagliati.
Tutto questo attribuiva al progetto un'impostazione più vecchia rispetto a quello di Cocceius e non permetteva l'eliminazione del particolarismo giuridico che invece fu opera centrale dei grandi codici ottocenteschi, quello francese del 1804 e quello austriaco del 1811 su tutti.